# Lyckohjulet (tarotkort)

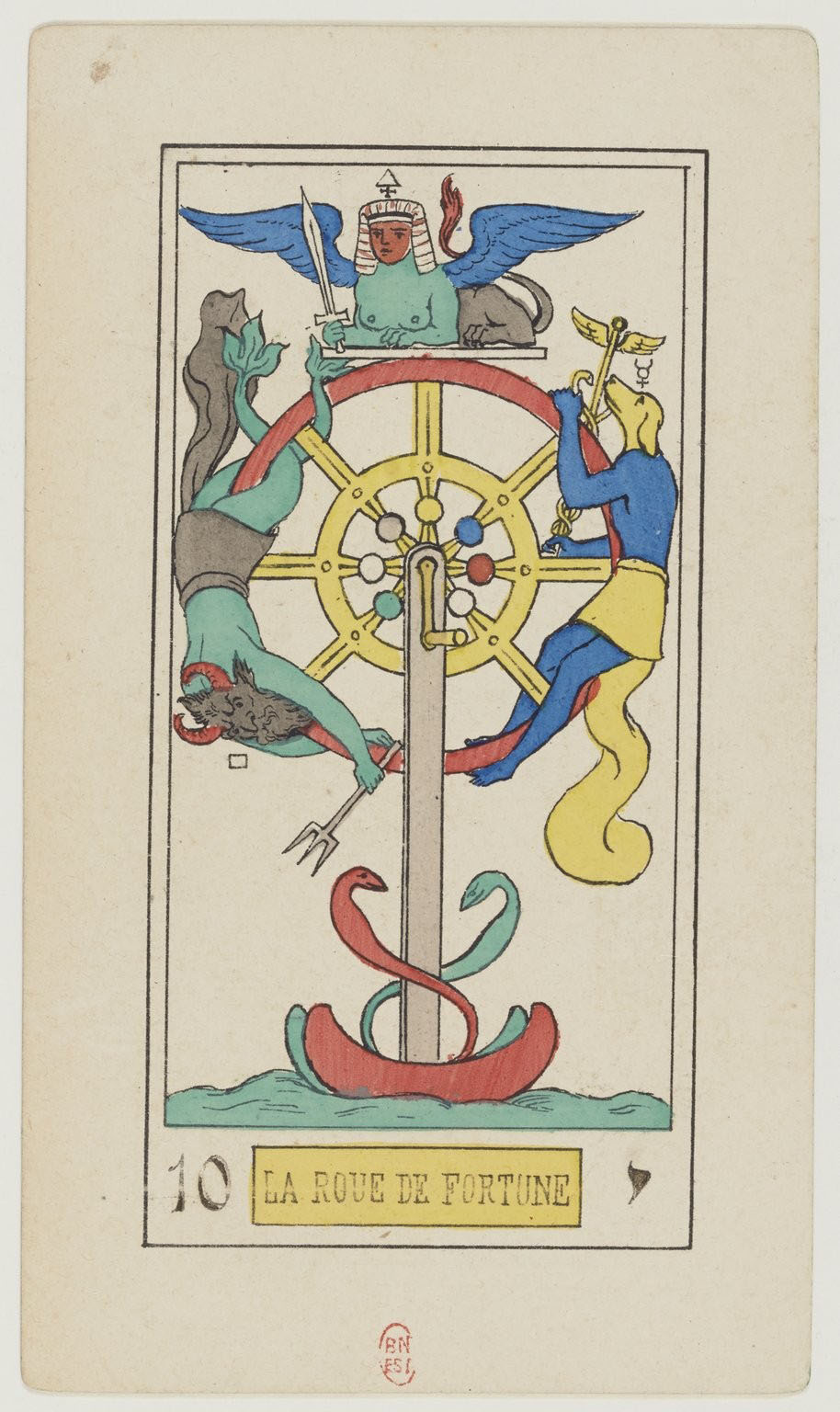
En äldre version av Lyckohjulet med en sfinx på toppen av hjulet.

Lyckohjulet, även kallad Ödeshjulet, är ett av de 78 korten i en tarotkortlek och är ett av de 22 stora arkanakorten. Kortet ses generellt som nummer 10. Rättvänt symboliserar kortet cykler, ödet, förändring, tur, oväntade ögonblick och danande händelser. Omvänt symboliserar kortet otur, bristande kontroll, ovälkommen förändring, förseningar och att försöka vidmakthålla kontroll. I mitten av kortet ses generellt ett hjul med esoteriska symboler som svävar mellan moln. Runt hjulet ses en ängel, en örn, en tjur och ett lejon som alla håller varsin bok, vid sidan av hjulet finns därtill en orm. På toppen av hjulet sitter en sfinx och under det finns en djävul alternativt Anubis, och vissa menar att hjulet snurrar så att när den ene är nere är den andre uppe i en ändlös cykel. Lyckohjulet är ett av de kort som innehåller flest variationer. I andra lekar är det exempelvis en människa som sitter på hjulet och som ibland har ögonbindel. Ibland kan också människor ses falla av hjulet, liksom klättra upp på det. Dock har innebörden genom historiens lopp i regel varit detsamma, att förändring nalkas. Texten på som kan utläsas på hjulet är bland annat TARO eller TORA beroende på vilket håll texten läses åt. Med TARO anses i regel mena tarot, medan TORA anses av vissa mena Torahn. Mellan bokstäverna syns även de hebreiska bokstäverna  יהוה som utgör tetragrammaton (YHWH) eller Guds namn Yahweh enligt den hebreiska traditionen.